# Sissi, die junge Kaiserin (Film)
Sissi, die junge Kaiserin ist ein Heimatfilm aus dem Jahr 1956 und der zweite Teil der Sissi-Trilogie. Die realen historischen Begebenheiten Kaiserin Elisabeths rückten bei der Umsetzung des Stoffes zugunsten einer romantischen Liebesgeschichte in den Hintergrund.

## Handlung
Das junge Kaiserpaar verlebt eine glückliche Zeit, auch wenn sich Sissi auf Schloss Schönbrunn immer mehr ihres goldenen Käfigs bewusst wird. Erzherzogin Sophies Überwachung und das strenge spanische Hofzeremoniell engen Sissi zunehmend ein. Einzig die Reiseberichte ihres Hoflehrers über Land und Leute des österreichischen Kaiserreichs begeistern die Kaiserin und sorgen innerhalb der Schlossmauern für Ablenkung von der angespannten Beziehung zwischen Sissi und ihrer Schwiegermutter. 
Auch die schwierigen politischen Verhältnisse trüben die junge Ehe, die österreichische Monarchie gerät in Gefahr – ein Krieg mit dem russischen Zarenreich droht, und auch die Unruhen in Ungarn geben Anlass zur Sorge. Sissis Einfluss schließlich bewegt den jungen Kaiser Franz Joseph zu einer Generalamnestie der politischen Gefangenen in Ungarn, wodurch eine Annäherung zwischen Österreich und Ungarn möglich wird.
Anlässlich eines Empfangs zu Ehren des ungarischen Militäradels kommt es zum Eklat: Erzherzogin Sophie verweigert den ungarischen Gesandten die Audienz, woraufhin diese empört die Veranstaltung verlassen wollen. Sissi kann das Schlimmste verhindern; sie lässt zur Damenwahl aufspielen und bittet den im Aufbruch begriffenen Grafen Gyula Andrássy zum Tanz. Noch während des ersten Wiener Walzers wird Sissi ohnmächtig und sinkt zu Boden.
Nach gründlicher Untersuchung erhält die junge Kaiserin von Hofarzt Dr. Seeburger die Nachricht, dass sie schwanger ist. Als ihre Tochter Sophie geboren wird, genießt Sissi ihre Mutterrolle. Doch ihre Schwiegermutter, Erzherzogin Sophie trübt das Mutterglück nach kurzer Zeit und nimmt gegen Sissis Willen, aber mit Franz Josephs Rückendeckung, das Neugeborene in ihre Obhut. Die Kaiserinmutter zweifelt an den Fähigkeiten der jungen Mutter, der kleinen Prinzessin die entsprechende Erziehung angedeihen zu lassen. Auch Sissi selbst sei schließlich noch ein halbes Kind und müsse sich zudem mit voller Kraft in den Dienst der österreichischen Krone stellen können. Verzweifelt verlässt die unglückliche Kaiserin Wien und flüchtet sich auf das elterliche Schloss ins bayerische Possenhofen.
Franz Joseph reist ihr nach. Erst von ihm erfährt auch Sissis Mutter, Herzogin Ludovika, den Grund für den unerwarteten Besuch ihrer Tochter. Sie macht ihrem Schwiegersohn klar, dass es ein Fehler war, Sissi von ihrem Kind zu trennen. Das Kaiserpaar versöhnt sich und verbringt unerkannt einige unbeschwerte Tage in Tirol.
Nach ihrer Rückkehr nach Wien kann erst ein gemeinsamer Auftritt der beiden ersten Damen des Kaiserreichs die Bevölkerung beruhigen. Hinter den Schlossmauern tobt weiterhin ein erbitterter Kampf um die Erziehung der kleinen Prinzessin Sophie. Schließlich reist Sissis Mutter nach Wien, um vermittelnd auf ihre Schwester, Erzherzogin Sophie, einzuwirken. Sissi, die nach dem endgültigen Zerwürfnis mit der Kaiserinmutter schon ihre Abreise geplant hat, nimmt nur noch auf hartnäckiges Bitten des ungarischen Grafen Andrássy an einem offiziellen Empfang der ungarischen Abordnung teil. Kurz vor Beginn des Empfangs kann Franz Joseph seiner Frau jedoch die freudige Mitteilung machen, dass seine Mutter eingelenkt hat und Sissi wieder die Erziehung ihres Kindes überlassen will. Der Streit zwischen den beiden führenden Frauen des Landes findet so ein glückliches Ende.
Das österreichische Kaiserpaar reist nach Ungarn, wo Franz Joseph zum König und Sissi zur Königin des ungarischen Volkes gekrönt werden. 

## Hintergrund
Die Fortsetzung von Sissi beleuchtet die Politik der Doppelmonarchie Österreich-Ungarns und zeigt in Ansätzen die politischen Entwicklungen, die die junge österreichische Kaiserin schließlich zur Königin von Ungarn macht. Siehe auch: Österreichisch-Ungarischer Ausgleich. 
Der Film stellt die historischen Ereignisse so dar, als hätten sie deutlich früher als tatsächlich stattgefunden. Der Ausgleich und die Krönung des Kaiserpaars als König und Königin Ungarns geschahen 1867, 12 Jahre nachdem Sisis erste Tochter Sophie geboren worden war (und 10 Jahre nach deren Tod). 
Der Film wurde zu einem großen kommerziellen Erfolg, er wurde in 30 Ländern gezeigt und konnte ähnlich viele Besucher wie die erfolgreichen Spitzenproduktionen des amerikanischen Films ins Kino locken. Auch bei der späteren Verwertung durch Ausstrahlungen im Fernsehen sowie die Vermarktung von Kaufvideos und DVDs konnte der zweite Teil der Sissi-Trilogie an die Erfolge aus den 1950er Jahren anknüpfen.
Der Film lief als Beitrag Österreichs im Wettbewerb der internationalen Filmfestspiele in Cannes 1957.
Die Musik des Films umfasst neben Kreationen von Anton Profes viele klassische Werke, darunter mehrere Walzer von Johann Strauss und das Halleluja aus dem Messias von Georg Friedrich Händel sowie den Walzer "Les Nubiennes" aus der Oper Faust (5. Akt) von Charles Gounod.

## Kritiken
- „Unterhaltung in heiteren Farben“ – 6000 Filme. Kritische Notizen aus den Kinojahren 1945 bis 1958. Handbuch V der katholischen Filmkritik, 3. Aufl. Verlag Haus Altenberg, Düsseldorf 1963, S. 398.

- „Eine auf Traumfabrik angelegte Unterhaltung, für die der historische Stoff im wesentlichen nur ‚Aufhänger‘ ist.“ – Lexikon des internationalen Films (CD-ROM-Ausgabe), Systhema, München 1997.

- „Zentral am Sissi-Image der jungen Romy Schneider war, dass sie auf glaubwürdige Weise ‚Authentizität‘ und ‚Natürlichkeit‘ mit ‚Mädchenhaftigkeit‘ und ‚Unschuld‘ kombinierte. Dies erklärt auch ihre generationsübergreifende Popularität. […] Die Filme thematisieren sehr ausführlich einen Generationswechsel, in dem die Repräsentanten der Jugend, Sissi und Franz Joseph, eine neue Lebensweise und neue Umgangsformen durchsetzen, jedoch ohne Rebellion, vielmehr als ‚Erlösung‘ von der Vergangenheit.“ – Stephen Lowry,  Helmut Korte: Der Filmstar. J. B. Metzler Verlag, Stuttgart/Weimar 2000, ISBN 978-3-476-01748-2.

- „Mit farbenprächtigem Aufwand auf Glanz polierte Fortsetzung des ‚Sissi‘-Themas. Überschwänglich süßes Schlagrahmbackwerk, genau für die Augen- und Herzensbedürfnisse einfacher Gemüter auskalkuliert.“ – Evangelischer Film-Beobachter, Kritik Nr. 26/1957.

- „Filme haben Kaiserin Elisabeth zum Mythos werden lassen. Mit der Wirklichkeit haben sie fast nie etwas zu tun.“ – Mittelbayerische Zeitung vom 14. Dezember 2012[3]